# Działko M61 Vulcan
M61 Vulcan – amerykańskie sześciolufowe działko systemu Gatlinga kalibru 20 mm, napędzane elektrycznie lub hydraulicznie i charakteryzujące się bardzo dużą szybkostrzelnością. Działko stanowi główne uzbrojenie strzeleckie samolotów amerykańskich od prawie 50 lat i stało się prekursorem innych tego typu konstrukcji.

## Historia rozwoju
Po zakończeniu II wojny światowej rozpoczęto w Stanach Zjednoczonych prace nad lotniczym uzbrojeniem strzeleckim nowej generacji. Znacznie większa prędkość myśliwców o napędzie odrzutowym wymagała zwiększenia szybkostrzelności broni dla zapewnienia większego prawdopodobieństwa trafienia. Niemieckie działko rewolwerowe Mauser MG 213 zapewniało szybkostrzelność w granicach 1300 strzałów na minutę, co jednak wciąż było wartością zbyt niską. Ponadto dalsze zwiększanie szybkostrzelności źle wpływało na trwałość lufy, a także powodowało znaczne trudności z zasilaniem działka amunicją.
W odpowiedzi na zapotrzebowanie amerykańskich sił zbrojnych, oddział firmy General Electric zajmujący się uzbrojeniem zbudował działko oparte na starej idei wielolufowej kartaczownicy Gatlinga. Główną wadą kartaczownicy w czasach jej opracowania była konieczność stosowania zewnętrznego napędu do obracania luf, co przestało być problemem w epoce silników turboodrzutowych zdolnych generować wystarczająco dużo energii elektrycznej. Zastosowanie napędu elektrycznego znacząco wpłynęło na niezawodność broni w porównaniu z przeładowywaną energią gazów prochowych, a wykorzystanie wielu luf powodowało, że szybkostrzelność z każdej z nich była niższa niż z pojedynczej lufy działka rewolwerowego, co znacząco wpływało na ich trwałość.
W 1946 Armia Stanów Zjednoczonych zamówiła w ramach kontraktu z General Electric zbudowane w ramach Projektu Vulcan sześciolufowe działko zdolne wystrzeliwać 6000 pocisków na minutę. W tym samym czasie w Europie rozpoczęto prace nad działkami kalibru 30 mm o większej sile niszczącej, jednak projektanci amerykańscy wybrali amunicję mniejszego kalibru 20 mm z pociskiem o niższej masie, umożliwiającym jednocześnie uzyskanie większej szybkostrzelności. Pierwszy prototyp działka oznaczony jako T-171 został przetestowany podczas prób naziemnych w 1949 roku.
Pierwszym seryjnym myśliwcem wyposażonym w działko Vulcan był Lockheed F-104 Starfighter wprowadzony do służby w 1958 roku.
Podczas użytkowania działka na pokładach Starfighterów ujawniły się problemy z ogniwami taśm amunicyjnych, które po wykorzystaniu były wyrzucane na zewnątrz samolotu i mogły powodować uszkodzenia maszyny. W celu rozwiązania tego problemu wprowadzono beztaśmowy system zasilania i oznaczono tak zmodernizowane działko jako M61A1, które stało się standardowym uzbrojeniem strzeleckim amerykańskich myśliwców wykorzystywanym do dziś.
Firma General Electric sprzedała prawa do produkcji działek M61 Vulcan i pochodnych wytwórni General Dynamics.
W 1965 r. ZSRR w odpowiedzi na działko M61 Vulcan stworzył Działko GSz-6-23 napędzane energią gazów prochowych.

## Konstrukcja
Działko M61 Vulcan zostało zbudowane w systemie Gatlinga, co oznacza, że podczas każdego obrotu zespołu luf z każdej z nich pada jeden strzał. Zastosowanie wielu luf zapewnia uzyskanie bardzo dużej szybkostrzelności, rzędu 100 strzałów na sekundę, oraz odpowiednią trwałość luf poprzez zminimalizowanie ich nagrzewania i związanego z tym szybszego zużywania. Średni czas pomiędzy awariami i zacięciami wynosi 10 tysięcy strzałów, co czyni tę broń bardzo niezawodną. Sukces tego działka przyczynił się do określania nazwą Vulcan wszystkich podobnych konstrukcji, chociaż nazwa ta jest przypisana do działka M61.
Większość lotniczych działek M61 Vulcan jest napędzana silnikami elektrycznymi, a jedyną odmianą napędzaną energią gazów prochowych jest działko GAU-4 w US Army oznaczone jako M130. Obrót i przeładowanie luf odbywa się z wykorzystaniem energii gazów czterech z sześciu luf działka. Masa GAU-4 jest wyższa o około 4,5 kg w porównaniu do wersji z napędem elektrycznym, ale zaletą jest brak konieczności zasilania działka z zewnętrznego źródła.

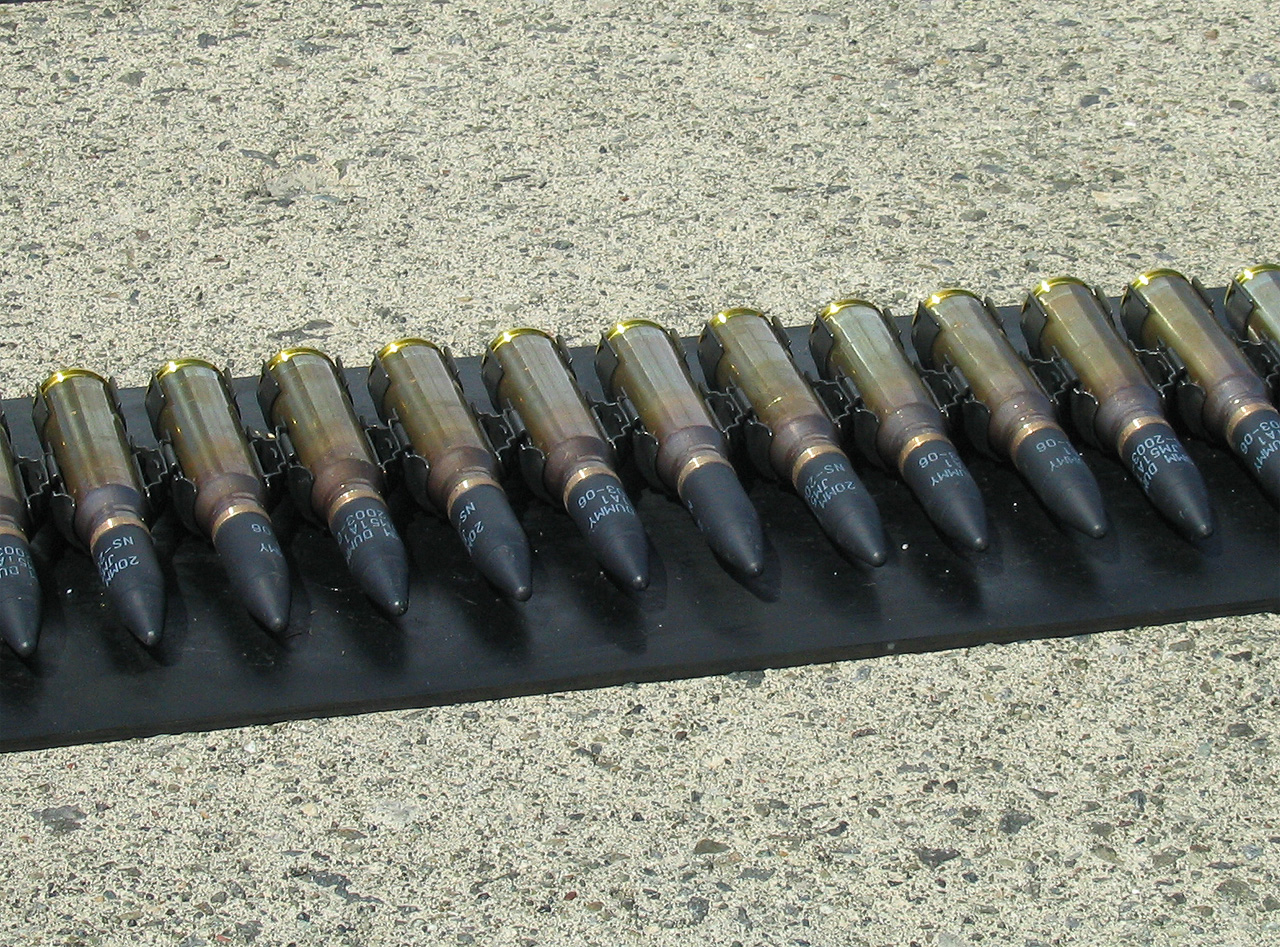
Taśma amunicyjna działka M61 Vulcan

Pierwsze działka M61 Vulcan wykorzystywały do zasilania rozsypne taśmy amunicyjne, ale wyrzucanie ogniw z wystrzelonej amunicji stwarzało duże ryzyko uszkodzenia uzbrojonej w to działko maszyny. Wkrótce po wprowadzeniu działka do uzbrojenia zmodernizowano je do wersji M61A1 zasilanej beztaśmowo. Nowy system zasilania mógł być otwarty, gdy łuski i niewypały amunicji były wyrzucane na zewnątrz, lub zamknięty, gdy łuski powracały do bębna amunicyjnego. Główną wadą działka M61 Vulcan są duże rozmiary systemu zasilania amunicją uniemożliwiające swobodne instalowanie go w ciasnych kadłubach myśliwców, dlatego bębny amunicyjne konstruuje się osobno do każdego typu samolotu. Masa bębna z amunicją wynosi od 140 do 190 kg i większość lotniczych systemów zasilania jest typu zamkniętego, aby zminimalizować prawdopodobieństwo uszkodzenia wypadającymi łuskami oraz zmniejszyć wpływ zmiany środka ciężkości maszyny w miarę zużywania amunicji.
Pierwszą maszyną wyposażoną w 1959 w unowocześnioną wersję działka Vulcan M61A1 był F-104D Starfighter.
Jako uzbrojenie strzeleckie najnowocześniejszego amerykańskiego myśliwca Lockheed F-22 Raptor również przewidziano działko Vulcan w wersji M61A2 o zmniejszonej do 91,6 kilogramów masie poprzez zastosowanie cieńszych luf, oraz zastąpienie niektórych części metalowych wykonanymi z tworzyw sztucznych. Przewiduje się również zastosowanie działka M61A2 w samolotach Boeing F/A-18E/F Super Hornet.
Typowa szybkostrzelność działka to 6000 strzałów na minutę, chociaż w niektórych wersjach np. przeznaczonych dla samolotów F-106 Delta Dart czy AMX zmniejszono ją, w innych z kolei możliwe jest przełączanie na dwie prędkości 4000 i 6000 strzałów na minutę. Lżejsze lufy działka wersji M61A2 umożliwiają również uzyskanie jeszcze większej szybkostrzelności rzędu 6600 strzałów na minutę.
Do drugiej połowy lat 80. działka M61 Vulcan strzelały głównie amunicją serii M50 różnych typów z pociskiem o masie 100 gramów i prędkości wylotowej 1035 m/s, ale około 1988 roku wprowadzono nowy rodzaj amunicji PGU-28, która jest obecnie standardową amunicją samolotów US Navy i USAF. Pocisk naboju PGU-28 posiada mniejsze opory aerodynamiczne, dzięki czemu prędkość wylotowa wzrosła do 1050 m/s. Jest to pocisk typu SAPHEI (semi armor-piercing high-explosive incendiary – półprzeciwpancerny burząco-zapalający) i charakteryzuje się znacznie lepszym zasięgiem, celnością i mocą niż poprzedni burząco-zapalający M56A3.

## Wady działek M61 Vulcan
Pomimo dużej niezawodności i olbrzymiej siły ognia działka Vulcan posiadają również pewne wady ograniczające ich osiągi.
Charakterystyki balistyczne amunicji kalibru 20 mm są raczej słabe, gdyż pociski bardzo szybko tracą energię, przez co ich siła niszcząca jest znacznie mniejsza niż porównywalnej europejskiej i rosyjskiej broni strzelającej amunicją kalibru 25 i 30 mm. Próby zbudowania działka M61 w wersji strzelającej amunicją o większym kalibrze nie przyniosły spodziewanych efektów. W latach 70. USAF przeznaczyły znaczne środki finansowe na konstrukcję działka GAU-7 strzelającego bezłuskową amunicją kalibru 25 mm, które miało stanowić uzbrojenie myśliwca F-15 Eagle, ale ze względu na wysoką zawodność zaniechano dalszych prac. Pochodną Vulcana jest pięciolufowe działko GAU-12 kalibru 25 mm wykorzystywane przez AV-8B Harrier II. Strzela ono pociskami o takiej samej prędkości wylotowej, ale większej sile niszczącej. Mimo to nie znalazło jeszcze szerszego zastosowania – planuje się wyposażyć w czterolufową odmianę działka nowoczesny wielozadaniowy myśliwiec F-35 Lightning II.
Kolejną wadą działka Vulcan jest jego względnie długi czas rozpędzania się do prędkości nominalnej sięgający około 0,5 sekundy, w rezultacie jednosekundowa seria to nie 100, ale 70-75 pocisków, co zdaniem niektórych ekspertów jest wartością niewystarczającą, która nie czyni go lepszym od znacznie lżejszych i mniej skomplikowanych działek rewolwerowych ADEN i DEFA strzelających pociskami kalibru 30 mm. Działko najnowszej odmiany M61A2 z lżejszymi lufami, a co za tym idzie mniejszą bezwładnością, jest zdolne do rozpędzenia się w znacznie krótszym czasie, a zastosowanie mocniejszego silnika hydraulicznego o ciśnieniu 34 MPa zamiast stosowanego wcześniej do napędu działek M61A1 silnika 21 MPa dodatkowo skraca ten czas.

## Zastosowanie

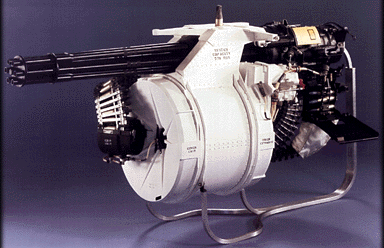
M61A1 Vulcan w wersji dla F/A-18 Hornet

Pierwszą maszyną, którą wyposażono w działko Vulcan był F-104 Starfighter, ale maszyną, która po raz pierwszy użyła go bojowo przeciwko wietnamskim MiG-om był F-105 Thunderchief. Wkrótce znalazło się ono także na wyposażeniu maszyn A-7D Corsair II zastępując standardowe dwulufowe działko, oraz wszystkich później wprowadzonych myśliwców. Najbardziej znaczącym zastosowaniem działka M61 Vulcan było zainstalowanie go w postaci zasobnika podwieszanego w całkowicie pozbawionym uzbrojenia strzeleckiego myśliwcu przewagi powietrznej F-4E Phantom II, który został zaprojektowany do walki z wykorzystaniem pocisków rakietowych AIM-7 Sparrow. Początkowo uznawano, że działka ustępują skutecznością pociskom rakietowym dalekiego zasięgu, ale doświadczenia wojny wietnamskiej dowiodły ich znacznej przydatności w wielu sytuacjach bojowych. Zabudowane działka charakteryzowały się również większą skutecznością niż ich odmiany w podwieszanych zasobnikach.
W późniejszym okresie instalowano działka Vulcan w komorach uzbrojenia samolotów F-106 Delta Dart oraz F-111 Aardvark, zostało ono także podstawowym uzbrojeniem nowocześniejszych myśliwców F-14 Tomcat, F-15 Eagle, F-16 Fighting Falcon i F/A-18 Hornet. Wykorzystywano je także w instalacjach burtowych samolotów wsparcia Fairchild AC-119 i Lockheed AC-130, oraz w wieżyczkach ogonowych bombowców B-58 Hustler i Boeing B-52H Stratofortress.
W latach 60. opracowano również dwie wersje zasobnika podwieszanego z działkiem M61A1 przeznaczone głównie dla pozbawionych uzbrojenia strzeleckiego samolotów F-4 Phantom II. Pierwszy z nich SUU-16/A (oznaczenie armii M12) wykorzystywał napędzane elektrycznie działko M61A1, które zasilała turbina wiatrowa generująca potrzebną energię elektryczną. Wadą takiego rozwiązania był duży opór aerodynamiczny zasobnika i prędkość minimalna 644 km/h, przy której można było strzelać. Mniejsze prędkości nie zapewniały odpowiedniej ilości energii do uruchomienia mechanizmów działka Vulcan. Drugi zasobnik SUU-23/A (oznaczenia armii M25) zawierał działko GAU-4 napędzane energią gazów prochowych z elektrycznym starterem, który pomagał pokonać bezwładność zespołu luf i rozpędzić je do wymaganej prędkości. Oba typy zasobników zawierały po 1200 nabojów i po wystrzeleniu wyrzucały łuski i niewypały amunicji na zewnątrz. Masa zasobnika SUU-16/A to 733 kg, a SUU-23/A 780 kg. Zastosowanie podwieszanych zasobników podczas wojny w Wietnamie wykazało, że rozwiązanie to nie spełniło pokładanych w nim nadziei. Duży odrzut podczas strzelania powodował ruszanie się zasobników na nieprzystosowanych do tego węzłach podwieszeń, co z kolei skutkowało znacznym spadkiem celności.
Odmiana ze znacznie skróconymi lufami oznaczona jako M195 została opracowana jako część podsystemu uzbrojenia M35 dla śmigłowca AH-1G Cobra. Zasilanie tego działka odbywało się z dołączonych do płóz śmigłowca skrzynek amunicyjnych, a rozwiązanie to zostało opracowane w celu zwiększenia siły ognia do misji wsparcia lądowego. System ten został zastąpiony przez trójlufowe działko M197 kalibru 20 mm.
Działko M61 stało się bazą dla przeciwrakietowego systemu obronnego okrętów US Navy CIWS Phalanx Mk 15, oraz pojazdu systemu obrony powietrznej M163 VADS wyposażonego w odmianę działka M168. Obecnie oba te systemy nie stanowią wystarczającej obrony przed nowoczesnymi pociskami rakietowymi i samolotami, dlatego są zastępowane przez rakietowe systemy przeciwlotnicze oparte na pociskach FIM-92 Stinger i RIM-116 RAM.
Obecnym wytwórcą działek rodziny M61 jest firma Martin Marietta - aktualnie jedna ze spółek korporacji Lockheed Martin